# Ruthog
```

```

Ruthog är ett härad (dzong) som lyder under prefekturen Ngari i Tibet-regionen i sydvästra Kina.